# Bart’s New Friend
«Bart’s New Friend» (рус. Новый друг Барта) — одиннадцатый эпизод двадцать шестого сезона мультсериала «Симпсоны». Впервые вышел 11 января 2015 года в США на телеканале «FOX».

## Сюжет
Гомер узнает, что уходящий в отставку инспектор по безопасности в секторе 7G Дон Букнер много лет покрывал его на станции, а это означает, что Гомеру на самом деле придется работать с этого момента. Он находится под давлением и не может сделать перерыв. Мардж предлагает всей семьёй пойти в цирк. Однако в цирке Гомер все еще не может повеселиться и даже ударяет клоуна, который пытается его развести. Барт предлагает увидеть шоу гипнотизера. Гипнотизер Свен Голли заставляет Гомера поверить, что ему снова 10 лет. Прежде гипнотизёр уклоняется от шефа Виггама, когда выяснилось, что тот является преступником. В больнице доктор Хибберт объясняет, что единственный способ вернуть Гомера обратно — снова связаться со Свеном Голли.
Обстоятельства заставляют Барта делиться своей комнатой с Гомером, и он удивляется, когда новый Гомер говорит, что когда он вырастет, у него не будет ни работы, ни семьи. Барт делает Гомера своим новым лучшим другом и соучастником, к разочарованию Милхауса. С другой стороны, Мардж начинает скучать по своему старому мужу, несмотря на то, что их дети веселятся с ним: Лиза устраивает с ним концерт, Барт уклоняется от хулиганов благодаря защите Гомера. Тем временем шефу Виггаму, наконец, удается захватить Свена Голли и планирует вернуть Гомера обратно, но он и Мардж обнаруживают, что Гомер и Барт ушли из дома и убежали в парк Щекотки и Царапки.
Гомер наконец пойман, и разрывается между его любовью к Мардж и его новой связью с Бартом. Он выбирает первое и прощается с его лучшим другом, советуя ему быть десятилетним навсегда. Затем Свен Голли возвращает Гомера к своему старому «я», но прежде чем Мардж сможет объяснить, что произошло, Гомер предполагает, что причина его присутствия в парке Щекотки и Царапки была в том, что он был пьян, и просит прощения, что делает Мардж. Позже Гомер признается Барту, что у него был особый друг в детстве, но он не помнит, кто он. Он также решает не душить его снова и скорее хочет выйти в отношениях с ним на новый шаг. Затем выясняется, что Мардж ещё попросила Свена Голли сделать Гомера более ласковым в постели.
В конце эпизода, в специально изготовленной камере, выясняется, что Свену Голли удалось загипнотизировать Виггама, который считает, что это он является заключенным, оставив его в камере. Позже его посещает Локи.

## Культурные отсылки
- Сцена на диване — пародия на сказку «Три медведя».
- Эпизод имеет сцену в память жертв теракта 7 января в редакции Charlie Hebdo, в которой Мэгги, чья поза напоминает картину Эжена Делакруа «Свобода, ведущая народ», держит флаг, с надписью «Je suis Charlie»[1].

## Отношение критиков и публики
Во время премьеры на канале Fox эпизод просмотрели 4.28 млн человек, что сделало его самым популярным шоу на канале Fox в ту ночь. Это было третье наиболее популярное шоу в его слоте.
Деннис Перкинс из «The A.V. Club» дал эпизоду оценку B, сказав: «Я отвергаю идею, что у Симпсонов нет историй, потому что нет конца историй, которые могут быть выделены из отношений и конфликтов семейной единицы».
Писав для IGN, Джесси Шэдэд пришел к выводу, что, хотя это была «совершенно приличная новая глава шоу», эпизод ощущался типичным для нынешнего сезона, вместо того, чтобы напоминать старые эпизоды. Он дал оценку 6.8 из 10.
За роль Гомера в этом эпизоде в 2015 году Дэн Кастелланета был номинирован на премию «Эмми» за лучшее озвучивание персонажа. Он был один из трёх актеров Симпсонов, которые были номинированы.